# کالوم ایلوت
کالوم ایلوت (انگلیسی: Callum Ilott؛ زادهٔ ۱۱ نوامبر ۱۹۹۸) راننده خودروی مسابقه‌ای، و اتومبیل‌ران فرمول ۱ اهل بریتانیا است.